# Serri
Serri település Olaszországban, Szardínia régióban, Cagliari megyében. Lakosainak száma 613 fő (2023. január 1.). Serri Escolca, Gergei, Isili, Nurri és Mandas községekkel határos.

## Népesség
A település lakossága az elmúlt években az alábbi módon változott:
| Lakosok száma | 653  | 644  | 613  |
|               | 2017 | 2018 | 2023 |